# Öffentlichkeitsministerium (Sierra Leone)
Das Ministerium für Ministerium für politische und öffentliche Angelegenheiten (MPPA; englisch Ministry of Political and Public Affairs), bis 2010 Ministry of Political and Presidential Affairs (zu deutsch etwa Ministerium für Politik- und Präsidentschafts-Angelegenheiten), ist das Informationsministerium von Sierra Leone. Ihm steht seit dem 4. Mai 2018 Minister Foday Yumkella als Mitglied des Kabinett Bio vor.
Das Ministerium gilt als Bindeglied zwischen dem Staat und den Einwohnern des Landes, mit dem Schwerpunkt aus Frieden und Entwicklung. Dem MPPA unterstehen drei staatliche Agenturen:
- African Peer Review Mechanism (APRM)
- National Commission for Democracy (NCD)
- Office of Diaspora Affairs; Management und Rückführung von Sierra-Leonern aus dem Ausland zur Förderung der nationalen Entwicklung